# Munk vid havet
Munk vid havet (tyska: Mönch am Meer) är en oljemålning av den tyske konstnären Caspar David Friedrich från 1808–1810. Den ingår i Alte Nationalgaleries samlingar i Berlin.
Friedrich var den tyska romantikens stora namn i bildkonsten. Han målade framför allt storslagna landskap präglade av melankoli och svårmodig stämning. 
Målningen visade för första gången på Berliner Akademieausstellung 1810 tillsammans med Kloster i ekskogen. Båda målningarna köptes av kung Fredrik Vilhelm III av Preussen och än idag hänger de bredvid varandra på Alte Nationalgalerie.

## Bilder

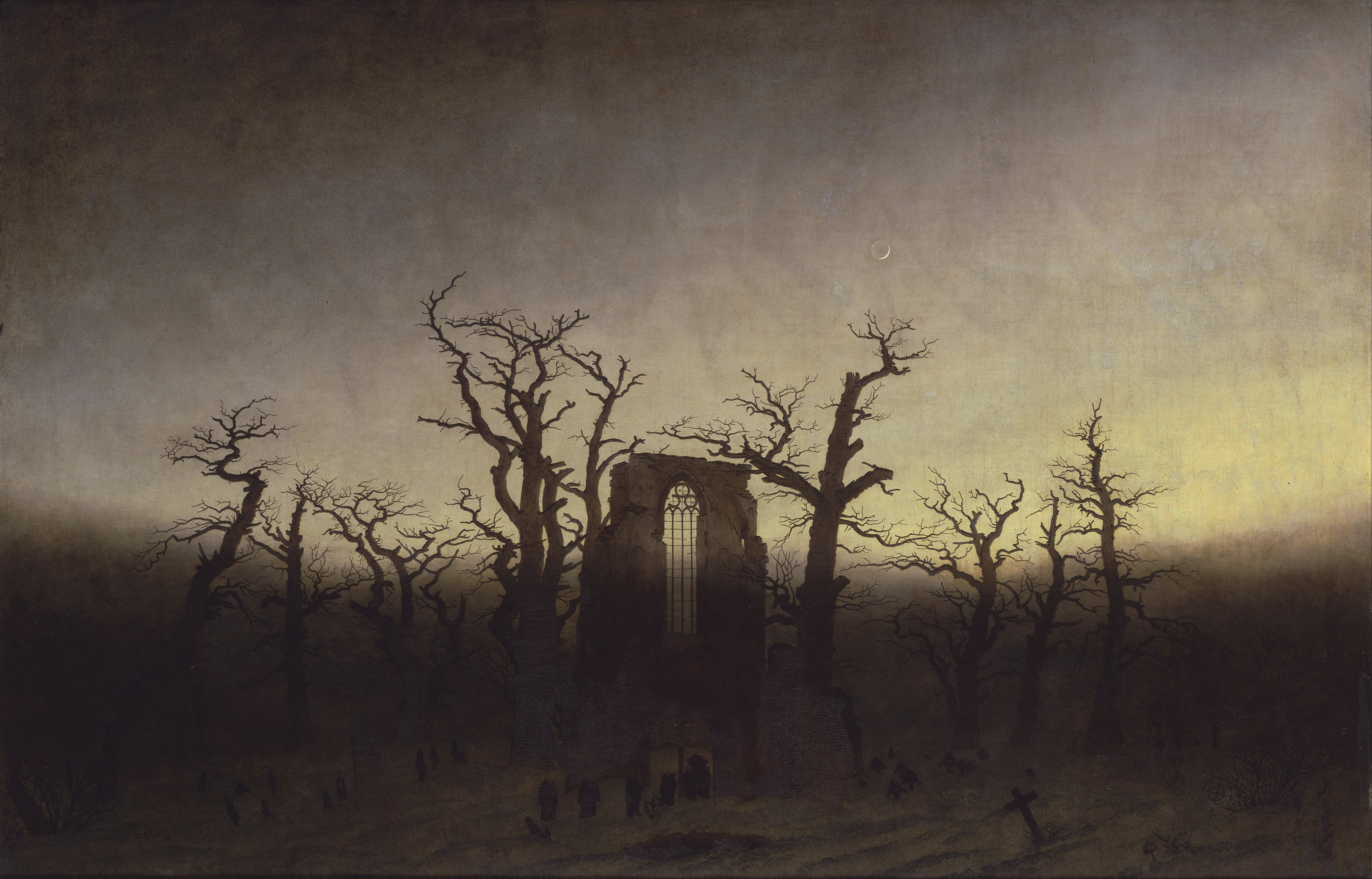
Kloster i ekskogen (1808–1810). Alte Nationalgalerie.